# سبايك جونز
سبايك جونز (بالإنجليزية: Spike Jonze)‏ (و. 1969 – م) هو مخرج أفلام، ومنتج أفلام، وممثل، وكاتب سيناريو، وممثل تلفزيوني، من الولايات المتحدة الأمريكية، ولد في روكفيل، ماريلاند.

## جوائز وترشيحات
حصل على جوائز منها:
- Indiana Film Journalists Association Award for Best Director  [لغات أخرى]‏ (2009)
- جائزة نقابة الكتاب الأمريكية
- جائزة الأوسكار لأفضل كتابة "سيناريو أصلي"، عن عمل: هي.

ترشح لـ:
- جائزة الأوسكار لأفضل مخرج، عن عمل: أن تكون جون مالكوفيتش
- جائزة الأوسكار لأفضل كتابة "سيناريو أصلي"، عن عمل: هي
- جائزة الأوسكار لأفضل فيلم، عن عمل: هي.

## وصلات خارجية
- سبايك جونز على موقع IMDb (الإنجليزية)
- سبايك جونز على موقع ميتاكريتيك (الإنجليزية)
- سبايك جونز على موقع الموسوعة البريطانية (الإنجليزية)
- سبايك جونز على موقع روتن توميتوز (الإنجليزية)
- سبايك جونز على موقع مونزينجر (الألمانية)
- سبايك جونز على موقع قاعدة بيانات الأفلام العربية
- سبايك جونز على موقع ألو سيني (الفرنسية)
- سبايك جونز على موقع ميوزك برينز (الإنجليزية)
- سبايك جونز على موقع تيرنر كلاسيك موفيز (الإنجليزية)
- سبايك جونز على موقع أول موفي (الإنجليزية)
- سبايك جونز على موقع أول موفي (الإنجليزية)